# نموذج المجال البصري المقسم
نموذج المجال البصري المقسم (بالإنجليزية: Divided visual field paradigm)‏ هو تقنية تجريبية تنطوي على قياس أداء المهمة عندما يتم تقديم المحفزات البصرية على أنصاف المجال البصري اليسار أو اليمين، إذا ظهر منبه مرئي في المجال البصري الأيسر (LVF) يتم إسقاط المعلومات المرئية في البداية على نصف المخ الأيمن (RH)، وعلى العكس من ذلك إذا ظهر منبه مرئي في المجال البصري الأيمن (RVF) فإن المعلومات المرئية تسقط في البداية على نصف الكرة المخية الأيسر (LH)، وبهذه الطريقة إذا كان لنصف الكرة المخية مزايا وظيفية لبعض جوانب مهمة معينة فقد يلاحظ المجرب التحسينات في أداء المهمة عندما يتم تقديم المعلومات المرئية في المجال البصري المقابل.

## الخلفية
يستفيد نموذج المجال البصري المقسم من التخصيص الجانبي لجهاز الرؤية، حيث يتلقى كل نصف الكرة المخية معلومات فقط من نصف المجال البصري وعلى وجه التحديد من نصف المجال البصري المقابل، فعلى سبيل المثال تعبر إسقاطات الشبكية من عصبون الشبكية في العين اليسرى التي تتلقى معلومات من المجال البصري الأيسر إلى نصف المجال البصري الأيمن في التصالبة البصرية في حين أن المعلومات من المجال البصري الأيمن التي تتلقاها العين اليسرى لن تعبر عند التصالبة البصرية وستبقى في نصف الكرة الأيسر. تُعالج المنبهات المقدَّمة في المجال البصري الأيمن (RVF) أولاً من خلال القشرة القذالية في نصف المجال البصري الأيسر (LH)، بينما تُعالج المنبهات المقدمة في المجال البصري الأيسر (LVF) أولاً عن طريق القشرة القذالية في نصف المجال البصري الأيمن، نظرًا لأن المعلومات المرئية الجانبية يتم فصلها في البداية بين نصفي الدماغ فإن أي اختلافات في أداء المهمة (على سبيل المثال وقت الاستجابة المحسن) بين ظروف LVF / RVF يمكن تفسيرها على أنها اختلافات في قدرة RH أو LH على أداء المهمة.

## المنهجيات
لتمكين العرض الجانبي للمنبهات البصرية يجب أولاً تثبيت المشاركين في موقع مركزي، ويجب ألا يكونوا قادرين على توقع ما إذا كان سيتم تقديم محفز قادم إلى يمين أو يسار التثبيت.
نظرًا لأن مركز المجال البصري -النقرة- قد يتم عرضه بشكل ثنائي على كل من RH و LH فإنه يجب أن تظهر المنبهات الجانبية بعيدًا بما فيه الكفاية عن التثبيت، ويوصي الباحثون أن تكون الحافة الداخلية لأي منبهات بصرية بين 2.5 درجة و 3 درجات من التثبيت المركزي. يجب أيضًا تقديم المنبهات الجانبية لفترة وجيزة جدًا للقضاء على قدرة المشارك على القيام بحركة العين نحو الجانب الجانبي التحفيز (مما يؤدي إلى عدم تحفيز الحافز الجانبي، وبدلاً من ذلك يتم إسقاطه في نصفي الكرة المخية). ولأن خفاء حركة العين الرمشية للحافز الجانبي يمكن أن يكون بسرعة 150ms تالية لبداية التحفيز فإنه ينبغي تقديم الحوافزالجانبية فقط لمدة 180ms على الأكثر.
تم تطوير أداة برمجية مجانية تسمى "Lateralizer" لتجربة وإجراء تجارب قابلة للتشخيص باستخدام نموذج المجال البصري المقسم.

## التحديدات
يقدِّم الفرق الكبير بين أداء مهمة RVF/LH ‏و‏ LVF/RH باستخدام نموذج المجال البصري المقسم دليلًا على عدم التماثل الوظيفي بين نصفي الدماغ، ومع ذلك فإنه -كما هو موضح من قبل إيفري وروبرتسون عام 1998- هناك قيود على أنواع الاستدلالات التي يمكن إجراؤها من هذه التقنية: 
 لأساليب المجال البصري المقسم حدودها، وقد كان الافتراض الحاسم هو أن الاختلافات في الأداء مع المنبهات الجانبية تعكس دائمًا الاختلافات الوظيفية بين نصفي الكرة، هذا افتراض قوي للغاية. يميل الباحثون إلى تجاهل أو التقليل من أهمية عدم التماثل في وظائف الدماغ بشكل مباشر مع هذه الأساليب. قد يتطلب الأمر قفزة من الإيمان للافتراض أن هناك تخطيطًا مباشرًا بين تحديد المنبه بشكل جانبي وإنتاج تنشيط غير متناسب في جميع أنحاء نصف الكرة المقابل، الأشخاص الطبيعيون لديهم جسم جاسئ سليم وهو يوفر النقل السريع للمعلومات من أحد نصفي الكرة إلى الآخر. 
 يمكن نقل المعلومات المرئية من أحد نصفي الكرة المخية إلى النصف الآخر في أقل من 3 مللي ثانية، لذا فإن أي اختلافات مهمة أكبر من 3 مللي ثانية قد تمثل عدم تناسق في الديناميكيات العصبية الأكثر تعقيدًا من الهيمنة البسيطة لنصف واحد، علاوة على ذلك تمثل تقنية المجال البصري المقسم طريقة خشنة وغير مباشرة نسبيًا لتوطين مناطق الدماغ المرتبطة بالوظيفة المعرفية، ستوفر تقنيات التصوير العصبي الأخرى -بما في ذلك التصوير بالرنين المغناطيسي الوظيفي والتصوير المقطعي بالإصدار البوزيتروني وتخطيط كهربية الدماغ- المزيد من الدقة المكانية والمزيد من المقاييس المباشرة للنشاط العصبي، ومع ذلك فإن هذه الأساليب أكثر تكلفة بكثير من نموذج المجال البصري المقسم.